# Agence nationale de stratégie et d'intelligence
L'Agence Nationale de Stratégie et de l'Intelligence (ANSI) est une agence de renseignement ivoirienne créée le 29 avril 2005. Elle a été créée afin d'assurer une sécurisation optimale du territoire ivoirien. Elle succède à la DGSI.

## Présentation
L'ANSI est une partie intégrante du cabinet militaire de la présidence ivoirienne. Elle a interdiction de divulguer des informations concernant le nombre de personnes, son budget et son organigramme. Toutefois à sa création, elle comprenait environ 200 personnes.

## Mission
Sa mission est de détecter et d'entraver à l'intérieur comme à l'extérieur du territoire national, les activités de terrorisme, de subversion, de criminalité et d’espionnage dirigées contre les intérêts ivoiriens.